# Abdullah Al-Mabrouk
Abdullah Roaei Al-Mabrouk (arab. ‏عبد الله رعي المبروك‎, ur. 1 lipca 1953) – saudyjski lekkoatleta, długodystansowiec.
Brał udział w biegu na 5000 metrów na Letnich Igrzyskach Olimpijskich 1972.